# メルセデス・ベンツ・Aクラス
メルセデス・ベンツ・Aクラス（Mercedes-Benz A-Class）は、ドイツの自動車メーカーであるメルセデス・ベンツ・グループがメルセデス・ベンツブランドで展開しているハッチバック型（2代目まではトールワゴン扱い）とセダン型の高級乗用車である。初代と2代目はBセグメント、3代目と4代目はCセグメントに属する。4代目より、セダンが追加された。

## 概要

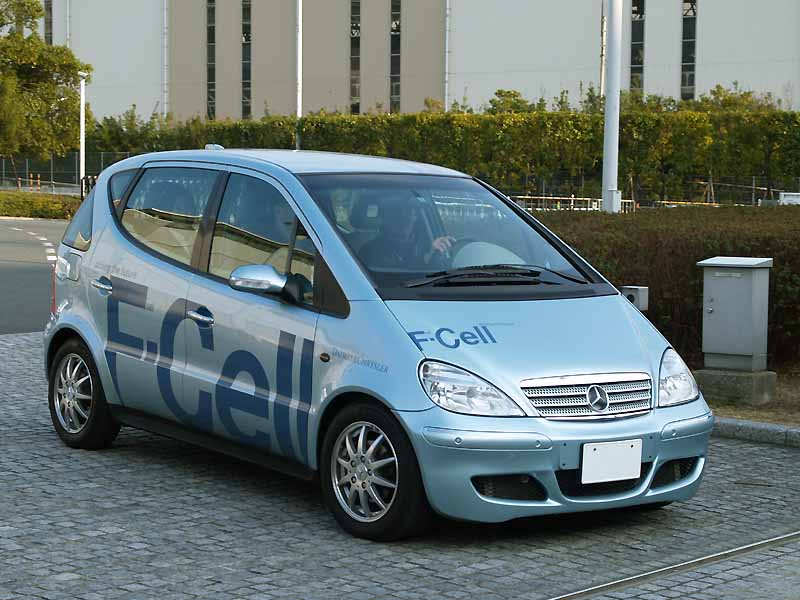
燃料電池車 F-Cell

ボディサイズは2代目までがBセグメント、3代目からはCセグメントに属し、メルセデス・ベンツのエントリーモデルに位置づけられるハッチバック型のコンパクトカーである。同じプラットフォームを使用した派生車種として、Bクラスとバネオがある（バネオは、初代Aクラスがベース）。
Aクラスのボディは、もともと蓄電池や燃料電池を動力源とした電気自動車用として設計、開発された経緯がある。そのため、フロアが「サンドイッチコンセプト」と称する二階建て構造となっているのが特徴である。しかし、実際には燃料電池開発の遅れ、車載高圧タンクの容量問題、インフラ整備の遅れなど、主に水素絡みの問題が解決されず、結局、ディーゼルエンジンおよびガソリンエンジンを搭載したメルセデス・ベンツ初のFF乗用車としての販売がメインとなった。だが、二階建て構造はそのまま残された。これについて、メルセデス・ベンツは、前面衝突の場合にエンジンマウントが破壊され、エンジンやトランスミッションが床下（本来の電池室）に潜り込むことで、短い車体ながら生存空間を捻出し、高い衝突安全性を持つとしている。
駆動方式にFFを採用したことで、一部モデルの最小回転半径は、FRを採用するCクラスよりも大きかった。
メルセデス・ベンツが販売する車種の中で最もサイズが小さく、安価に設定されている。競争力のある価格設定が困難なため、販売されていない市場もあり、初代モデルはアメリカ合衆国では販売されなかった。それまで、最も安価な車種であったCクラスの約2/3の価格でAクラスが発売されたため、メルセデスのブランディングに非常に大きな反響があった。これは、日本でメルセデスのブランディングが確立した1990年代までの「Das Beste oder nichts.（最善か、無か）」の時代と比較して、半額程度で新車が購入できることを意味している。
日本におけるメルセデス・ベンツのモデル別販売台数では、
- 1位：Cクラス 16,615台
- 2位：Eクラス 13,209台
- 3位：CLA 7,430台

に次ぐ4位の5,396台となっている（2017年、日本自動車輸入組合）。
また、Aクラスベースの燃料電池車「F-Cell」は日本、米国、ドイツなどで計60台が納入され、排気ガスを出さないクリーンな自動車として活躍している。
なお、メルセデス・ベンツは、電気自動車や上級モデルに注力する方針を示している。これに伴い、利益率の低いコンパクトクラスのうち、AクラスとBクラスは、2025年に廃止されることが決定している。直接的な後継車種の計画もないという。

## 初代 W168型（1997年 - 2005年）
1997年、登場。
その構造から、フットプリント（ホイールベース×トレッド）に対し、静的重心がやや高くなる結果となり、メディアが行なったエルクテストでは転倒するおそれがあることが発覚した。そのため販売開始早々リコールされ、対策としてサスペンション・セッティングとタイヤサイズの見直し、そして、ASRを標準装備とし、ブレーキ4輪個別制御で速度と姿勢を抑える方法を採った。
フロントフェンダーやリアハッチの材質にプラスチックを使用したり、サンルーフとして独自の構造をもったラメラールーフを開発するなど、細かい部分においても新しい試みが行なわれている。
変速機は、5速ATのみとなる。小型化を実現するため、ATとしては一般的なプラネタリーギアではなく、ホンダマチックに見られる平行軸歯車式を採用している。 
後部収納は、大型のスーツケース2個を収納可能。後席は3:2の分割式（A210Lは5:5）で、必要に応じて前方に倒したり取り外しができ、多彩なレイアウトが可能である。シートを外した場合はワゴン車並のスペースをカーゴルームとして利用できる（ただし外したシートは車内に格納できない）。また初期型については助手席まで脱着が可能となっていた。
内装は、2001年のマイナーチェンジにて、ダッシュボードにSクラスの表皮仕上げを導入し、質感を向上させた。

### 日本での販売
1998年、新開発の1.6リットル直列4気筒エンジンを搭載する「A160」の販売が開始された。その後、1999年に1.9リットルエンジンを積む「A190 アバンギャルド」、2001年に「A160」の装備を充実させた「A160 エレガンス」、ロングホイールベース仕様の「A160 エレガンス ロング」が追加された。
2002年、「A210L エボリューション」を発売。AMGによる当モデル専用設計の2.1リットルエンジンを搭載し、スポーツサスペンションや、ドリルドベンチレーテッドディスクブレーキ、AMG製17インチアルミホイール、4座独立シートなどを装着した200台限定のスポーツモデル。 5段AT、右ハンドルのみの設定で、価格は350.0万円
いずれも右ハンドル仕様のみ、価格は236万～350万円。
| グレード                                                      | 販売期間               | 排気量  | エンジン      | 最高出力・最大トルク | 変速機 | 駆動方式 |
| ------------------------------------------------------------- | ---------------------- | ------- | ------------- | -------------------- | ------ | -------- |
| A190 アバンギャルド                                           | 1999年10月 - 2005年2月 | 1,897cc | 直列4気筒SOHC | 125PS/18.4kg・m      | 5速AT  | FF       |
| A160 エレガンス A160 エレガンス ロング（A160L)                | 2001年8月 - 2005年2月  | 1,598cc | 直列4気筒SOHC | 102PS/15.3kg・m      | 5速AT  | FF       |
| A160                                                          | 1998年9月 - 2005年2月  | 1,598cc | 直列4気筒SOHC | 102PS/15.3kg・m      | 5速AT  | FF       |
| A160 ピカデリー ロング リミテッド（期間限定）                 | 2003年12月 - 2004年3月 | 1,598cc | 直列4気筒SOHC | 102PS/15.3kg・m      | 5速AT  | FF       |
| A210L エボリューション（後席も独立シートで定員4名／期間限定） | 2002年 - 2003年10月    | 2,084cc | 直列4気筒SOHC | 140PS/20.9kg・m      | 5速AT  | FF       |

## 2代目 W169型（2004年 - 2013年）
2004年、フルモデルチェンジし、2代目が登場した。
生産はラシュタット工場。基本的には、初代からのキープコンセプトではあるが、サスペンションやトランスミッション、パワーステアリングなどのメカニズムに大きな変更があった。
フロントサスペンションのダンパーには、ビルシュタインと共同開発したセレクティブダンピングシステムを採用。減衰力を機械的に自動的調整する。リアサスペンションは独特の形状をしたスフェリカル・パラボリックスプリングアクスルを採用し、ジオメトリーの最適化を行なっている。乗り心地も初代から改善されている。またパワーステアリングは、初代の電動油圧式から電動式へ変更し、低速域でのハンドル操作を軽くしている。
先代に比べて全長や全幅が拡大し、助手席、後部座席の取り外し機能は省かれた。
エンジンは、全て直列4気筒のSOHC（8バルブ）で、トランスミッションは7速マニュアルモード付きCVT（オートトロニック）を搭載している。CVTの採用はメルセデス・ベンツでは初である。

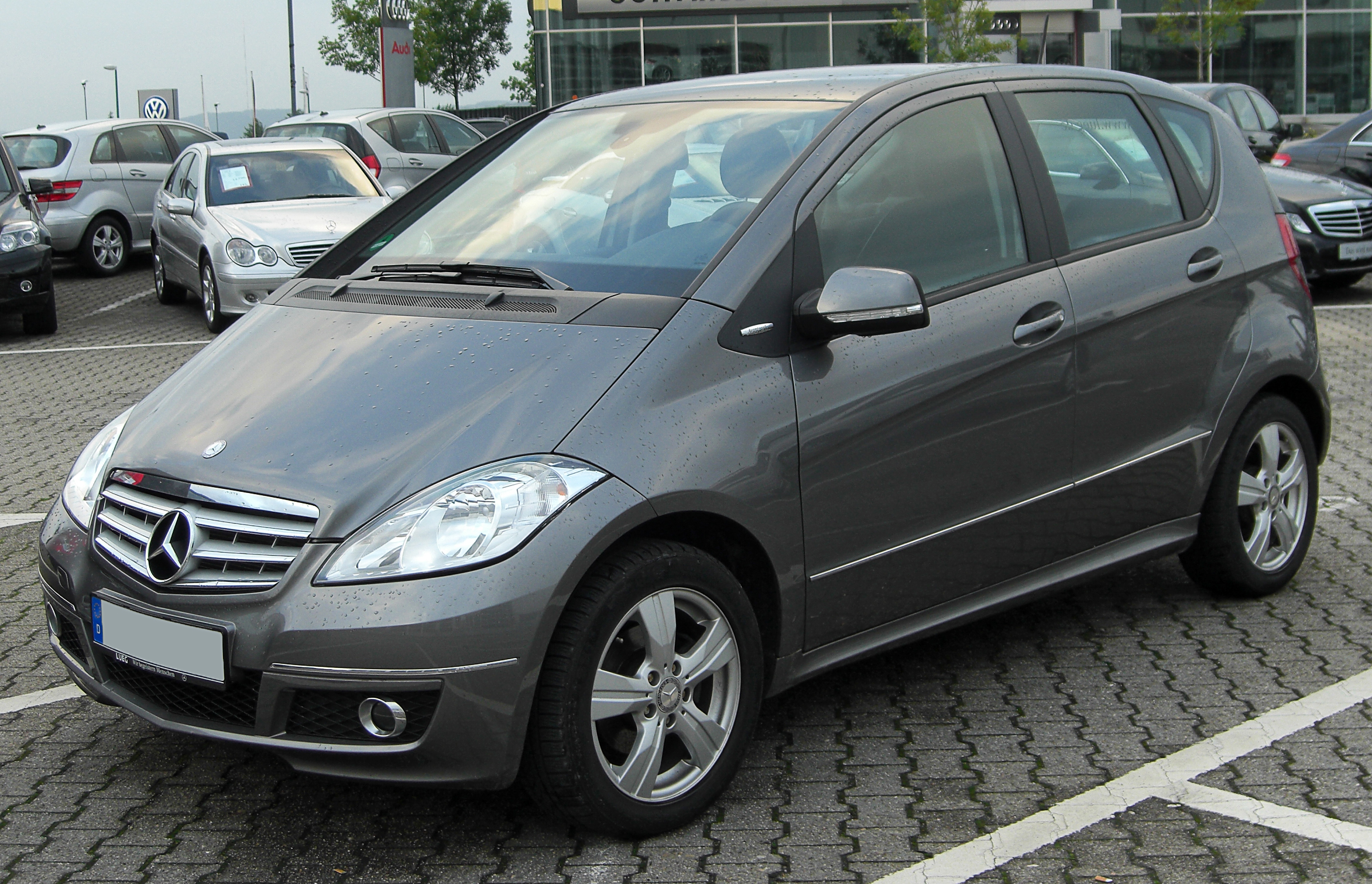
A150 アバンギャルド フロント（後期型）
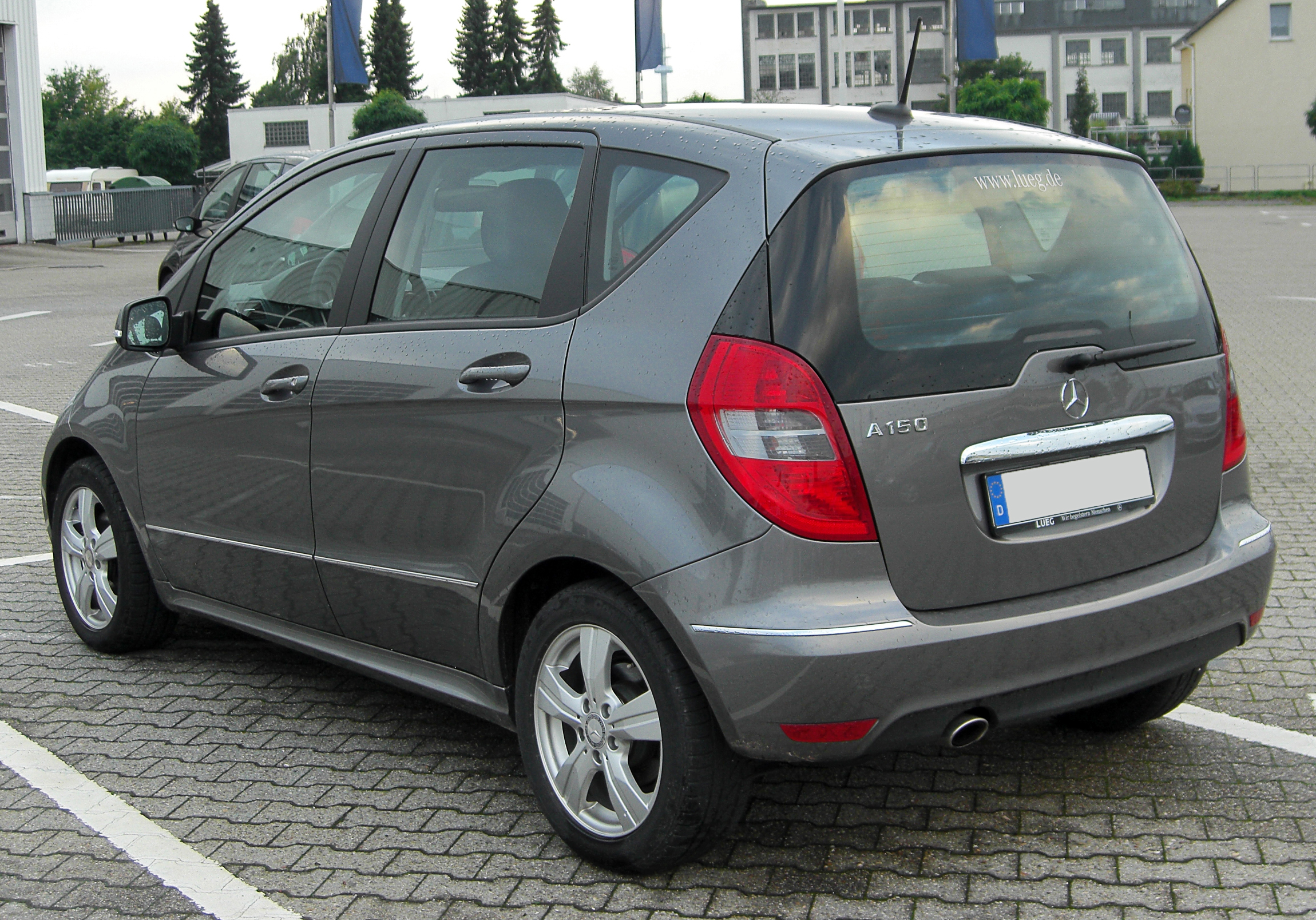
A150 アバンギャルド リア（後期型）

### 日本での販売
2005年2月、「A170」「A170 エレガンス」「A200」を発売。
同年11月、「A200 ターボ アバンギャルド」を追加。
2008年8月20日、Bクラスとともに一部改良とグレードの整理が行われ、2.0L車（A200、A200ターボ）はすべて廃止され、A170、A170エレガンスのみになった。
2009年8月24日、A170は、A180へと変更。ただし、エンジンは排気量（1.7L）などスペック上の変更はない。
いずれも右ハンドルが輸入されており、価格は252～350万円。
| グレード                         | 販売期間               | 排気量   | エンジン            | 最高出力・最大トルク | 変速機 | 駆動方式 |
| -------------------------------- | ---------------------- | -------- | ------------------- | -------------------- | ------ | -------- |
| A200 ターボ アバンギャルド       | 2005年11月 - 2008年8月 | 2,034 cc | 直列4気筒SOHCターボ | 193 PS/28.6 kg・m    | CVT    | FF       |
| A200 エレガンス                  | 2005年2月 - 2008年8月  | 2,034 cc | 直列4気筒 SOHC      | 136 PS/18.9 kg・m    | CVT    | FF       |
| A170/A170 エレガンス             | 2005年2月 - 2009年7月  | 1,698 cc | 直列4気筒 SOHC      | 116 PS/15.8 kg・m    | CVT    | FF       |
| A180                             | 2009年8月 - 2013年1月  | 1,698 cc | 直列4気筒 SOHC      | 116 PS/15.8 kg・m    | CVT    | FF       |
| A180 エレガンス                  | 2009年8月 - 2013年1月  | 1,698 cc | 直列4気筒 SOHC      | 116 PS/15.8 kg・m    | CVT    | FF       |
| A180 アバンギャルド プレイリスト | 2009年8月 - 2013年1月  | 1,698 cc | 直列4気筒 SOHC      | 116 PS/15.8 kg・m    | CVT    | FF       |

## 3代目 W176型 （2012年 - 2018年）
2012年のジュネーヴ・モーターショーにて世界初公開された後、同年秋に欧州で発売。
本モデルより、ボディサイズがBクラスと同じCセグメント級へと移行し、全長を約400 mm延長する一方、先代同様、同じFF方式ながらもサンドイッチ構造をやめ、Bクラス（W246型）と同じMFAプラットフォームを採用したことでフロア高さを低く抑えた。その結果、全高を約160 mmと大幅に下げ、Cd値を0.26と大幅に向上させることに成功。同時に、スポーティーなフォルムを確立するとともに、アウディ・A3やBMW・1シリーズなどといった他社Cセグメントのライバルへとキャラクターを大幅に転換させた。
ラインナップは、大きく分けて「エフィシェンシー」と「シュポルト」があり、「エフィシェンシー」には「スタイル」、「アーバン」、「AMGスポーツ」のトリム（内装）オプションがある。
エンジンは、ガソリン仕様が270型 1.6L 直列4気筒直噴ターボエンジンを搭載した「A180エフィシェンシー」、「A200エフィシェンシー」、2.0Lの「A250エフィシェンシー」、AMGが開発の初期段階から携わった2.0Lの「A250シュポルト」、そしてM133型 2.0 L 直列4気筒直噴ツインスクロールターボエンジンを搭載した「Mercedes-AMG A45」がある。2.0Lエンジンは、1.6Lのエンジンのボアをそのままに、ストローク量を拡大したロングストローク仕様のエンジンとなっている。またA250には310mmの大口径フロントブレーキが搭載され、ブレーキキャリパーは1.6 L車と同容量ながら赤く塗装されたものが装着された。AMG A45には350mmのブレーキディスクと、ブレンボ製4ポッドキャリパーが装着される。
ディーゼル仕様では、OM607型 1.5L 直列4気筒直噴ターボディーゼルエンジンを搭載した「A180 CDIブルーエフィシェンシー」、OM651型1.8Lの「A180 CDIブルーエフィシェンシー」と「A200 CDIエフィシェンシー」、そして2.2Lの「A220 CDIエフィシェンシー」がある。
環境性能面でガソリン車は、全車「ユーロ6」に対応しているが、ディーゼル車は全車「ユーロ5」対応にとどまっている。
各モデルにおける外観上の差異は少ないが、1.6 L仕様のA180の左右2本出しマフラーはダミーであり、本物マフラーは車体後部下面に開口している。前部バンパー下面の左右のエアインレットは、AMG A45ではインタークーラーが備わるが、それ以外のモデルではダミーとされ目暗蓋がされている。
後に発表されることになるCLA（C117）、GLA（X156）、ならびにインフィニティ・Q30/QX30は当代をベースとしている。

### 日本での販売
2012年11月17日、2013年1月17日発売予定と発表され、同時に、事前告知として「NEXT A-Class」キャンペーンを実施。
「NEXT A-Class」キャンペーンの一環としてメルセデスブランドでは世界初の試みとなるオリジナルアニメーションの『NEXT A-Class』が製作され、2012年11月から予告編のテレビCM放映および特設サイト上で6分間のアニメコンテンツを公開した。
2012年11月16日〜18日に行われた自動車レース「富士スプリントカップ 2012」で登場キャラクターをラッピングしたモデルカー「SLS AMG GT3」を展示。12月19日〜31日にメルセデスブランドにおける東京の情報発信拠点“メルセデス・ベンツ コネクション”で「NEXT A-Class 展 with Production I.G」が実施された。
先行販売限定車として、「A180エフィシェンシーエディションネクスト」・「A180エフィシェンシースポーツエディションネクスト」を設定した。本仕様車ではブラインドスポットアシストとディストロニック・プラスを標準装備するとともに、NEXTロゴ入りフロアマットとNEXTサイドエンブレムを装備。
2013年1月17日、販売開始。「A180ブルーエフィシェンシー」、「A180ブルーエフィシェンシースポーツ」、「A250シュポルト」の3グレードを設定（すべて右ハンドル/ガソリン車）。全グレードに第3世代直噴システム「BlueDIRECTテクノロジー」やECOスタートストップ機能（アイドリングストップ機能）を搭載し、トランスミッションを7速デュアルクラッチトランスミッションである「7G-DCT」に置換されたことで環境性能が高められ、「A180ブルーエフィシェンシー」と「A180ブルーエフィシェンシースポーツ」は「平成27年度燃費基準+10%」を達成した。標準モデルのギア選択はシフトノブではなく、ハンドル左側奥にあるレバーで行う。下に押し下げればD（ドライブ）、上に押し上げればR（リバース）、レバーの先端にあるボタンを押せばP（パーキング）に設定される。
2013年7月1日、ハイパフォーマンスモデルの「A45 AMG 4MATIC」を追加発売。最大1.8バールの高過給圧を実現し、最大出力265kW（365PS）、最大トルク450N・m（45.9kg・m）を発揮し、加速も0 - 100km/hで加速4.6秒の動力性能を誇るM133型　2.0 L 直列4気筒直噴ツインスクロールターボエンジンを搭載。併せて、4輪駆動システム「AMG 4MATIC」を搭載。前後のトルク配分は無段階可変式で、通常時は効率優先により前輪駆動で走行するが、フロントアクスルの空転を検知すると車速・加速度・舵角・車輪の回転差・ギアポジション・アクセル開度に応じて最大50%までエンジントルクを後輪に配分することで最適なトラクション性能を発揮する。コーナリング時には内側のホイールに対しブレーキ介入を行うことで車体をコントロールする「カーブダイナミックアシスト」も装備する。なお、「A45 AMG 4MATIC」の追加発売に合わせて、スタイリングパッケージ、エアロパーツ、デカール、ハイグロスブラックパーツ、マットブラックペイント19インチAMGマルチスポークアルミホイール、AMGパフォーマンスステアリング、AMGパフォーマンスシートなどを装備した特別仕様車「A45 AMG 4MATIC Edition 1」も発売した（カルサイトホワイト400台、コスモスブラック200台の計600台限定販売）。
2014年1月10日、「A45 AMG 4MATIC」をベースに、エアロパーツ（フリック、リアスポイラー）、19インチAMGマルチスポークアルミホイールを装備しフロントマスク、ドアミラー、リアスポイラー、ヘッドライトユニット、ホイールハブキャップなど「MERCEDES AMG PETRONAS FORMULA ONE」に採用されているグリーンカラーペイントを施し、フロントスポイラーリップ、サイドスカート、ドアミラー、リアディフューザーなどにハイグロスブラックを採用し、ステアリング、ダッシュボード、メーターパネル、クライメートコントロールのエアアウトレットなどにスペシャルペイントを、ステアリング、ドアパネル、アームレスト、フロアマットなどにグリーンステッチをそれぞれ施し、インテリアトリムにカーボンファイバー素材を採用した特別仕様車「A45 AMG 4MATIC PETRONAS Green Edition」を限定販売した。
同年1月23日、「A180 Edition Style」、「A250 SPORT Edition Night」を発売。
前者はエントリーモデルである「A180」をベースに、クローム付ボディ同色の専用フロントグリルをはじめ、レザーツインの専用シート、マトリックスブラックの専用インテリアトリム、ファブリックの専用ドアパネルなどを採用し、安全運転支援システム「セーフティーパッケージ」に加え、バイキセノンヘッドランプ&ヘッドランプウォッシャーや、縦列駐車時にステアリング操作を自動的に行うアクティブパーキングアシストなどをパッケージ化した「バリューパッケージ」、運転席メモリー付フルパワーシート、前席シートヒーターなども特別装備した。ボディカラーは「ジュピターレッド」と「カルサイトホワイト」の2色を設定した。
後者は「A250 SPORT」をベースに、フロントグリル（シルバーダイヤモンド付）とウインドウライントリムをハイグロスブラックで統一するとともに、ボディカラーは黒系の「コスモスブラック」を採用。これに、「A180 Edition Style」同様に、「セーフティーパッケージ」と前席シートヒーターを特別装備した。
同年4月10日、特別仕様車「A45 4MATIC Edition II」を発売（100台限定販売）。2013年7月に発売された「A45 AMG 4MATIC Edition 1（以下、「Edition 1」）」のバージョンアップ仕様で、ハイグロスブラックパーツがデュアルクロームエグゾーストエンドにも採用され、ツインルーバーシルバークロームフロントグリルと「AMGドライバーズパッケージ（速度リミッターの設定が変更される）」を追加装備した。
同年4月22日、従来の「A250 SPORT」に可変トルク配分型四輪駆動システム「4MATIC」を搭載した「A250 SPORT 4MATIC」を発売した。
2015年4月14日、特別仕様車「A180 Style Plus」を発表。「A180」をベースに、クローム加飾を施したフロントグリルと17インチ5ツインスポークアルミホイールを装備。内装レザーツインの専用シート、マトリックスブラックの専用インテリアトリム、ファブリック仕様の専用ドアパネルを装備した。装備面では「レーダーセーフティパッケージ」や「ベーシックパッケージ」を標準装備し、前席にメモリー付フルパワーシート、シートヒーター、電動ランバーサポートを備え、プライバシーガラス（後席左右・ラゲッジルーム）、助手席側リバースポジション機能付ドアミラー、クライメートコントロール（左右独立調整）も装備した。
同年6月23日、特別仕様車「Mercedes-AMG A45 4MATIC Yellow Color Line」を発表した。「Mercedes-AMG A45 4MATIC」をベースに、ボンネット・ルーフ・サイド・リアに専用イエローデカールを配したほか、フロントマスク・ドアミラー・リアスポイラーにイエローアクセントを追加。さらに、フリックとリアスポイラーに専用エアロパーツを、フロントスポイラーリップ、サイドスカート、ドアミラー、リアディフューザー、デュアルツインクロームエグゾーストエンドにハイグロスブラックパーツをそれぞれ採用し、マットブラック19インチAMGマルチスポークアルミホイールを装備した。内装では本革仕様のAMGパフォーマンスシートとAMGパフォーマンスステアリング（グリップ部にDINAMICA素材を採用）を採用し、AMGエンブレムを付けたAMG E-SELECTレバーとエレクトリックキー、チャイルドセーフティシートセンサー（助手席）を装備したほか、「AMGドライバーズパッケージ（速度リミッターの設定が変更される）」も装備した。ボディカラーはコスモスブラック、カルサイトホワイト、ポーラーシルバーの3色が設定される。
同年11月26日、マイナーチェンジ。外観は最フロントグリルと左右につながった大型エアインテークやAMGデザインのパンパーを採用するとともに、「A180 Sports」と「A250 SPORT 4MATIC」にはダイヤモンドグリルを採用。走行状況や天候に応じて配光モードを自動切替するLEDパフォーマンスヘッドライトや8インチに大型化したワイドディスプレイを全タイプに標準装備した。リアバンパーはエグゾーストエンドと一体化した新デザインに変更するとともに、LEDコンビネーションランプも新デザインに変更した。
「A250 SPORT 4MATIC」は、エンジンの最高出力を7PS（5kW）向上して218PS（160kW）とし、走行状況に応じて減衰特性の調整ができる電子制御式油圧アダプティブダンピングシステムを搭載。「Mercedes-AMG A45 4MATIC」も最高出力を21PS（20kW）向上して381PS（280kW）に強化するとともに、マフラー内のフラップによりエグゾーストノートを切り替える「AMGパフォーマンスエグゾーストシステム」と「AMG RIDE CONTROLスポーツサスペンション」を標準装備し、オプション設定の「AMGアドバンストパッケージ」には「AMGフロントアクスルディファレンシャルロック」を追加。走行モードの切替機能も搭載され、「Mercedes-AMG A45 4MATIC」は5つのモードが選べる「AMGダイナミックセレクト」を、その他のグレードには個別設定モードの「Individual」を含む4つのモードが選べる「ダイナミックセレクト」を採用した。安全面も強化され、自動緊急ブレーキで衝突の回避または被害の軽減を図る「CPAプラス（緊急ブレーキ機能）」や「アテンションアシスト」を全車に標準装備し、前期型でも設定されていた「ディストロニック・プラス」や「ブラインドスポットアシスト」などを含む安全運転支援システム「レーダーセーフティパッケージ」を設定したほか、全車にパーキングアシストリアビューカメラを標準装備するとともに、自動操舵機能により、シフト・ブレーキ・アクセルの操作のみで縦列駐車や並列駐車をアシストする「アクティブパーキングアシスト」を設定した。グレード体系が一部変更となり、既存の4グレードに加えて受注生産のエントリーグレード「A180 Style」を追加した。
マイナーチェンジと同時に、「A180」ベースの「A180 Customized Version」と「A180 Edition Green」、「A250 SPORT 4MATIC Motorsport Edition」も発表された。本仕様車限定の内外装色や本来はパッケージオプションに含まれている装備を個別に装備することが可能なほか、専用アクセサリーとして「A-Class × Perfume デザインアートステッカー」も用意した。「A180 Edition Green」はボディカラーに「エルバイトグリーン（メタリック）」、インテリアカラーに「ブラック（レザーツイン）」を採用した仕様で、本仕様車専用の18インチ5スポークアルミホイールを装備するほか、レーダーセーフティパッケージ・ナイトパッケージ・ベーシックパッケージを標準装備している。「A250 SPORT 4MATIC Motorsport Edition」はメルセデスAMGペトロナスF1チームのマシンデザインを取り入れた仕様で、随所にペトロルグリーンのラインやステッチを配した。
2016年7月20日、特別仕様車「Mercedes-AMG A45 4MATIC Racing Edition」を発表、限定100台で同日より注文を開始。ベース車から走行性能以外の装備を大幅にスペックダウン（シートを本革パワーシートからレザーDAINAMICAマニュアルシートに、COMANDナビゲーション&TVチューナー、キーレスゴー、リアアームレスト等を割愛）することでAMG車として初の500万円台（ベース車に比べて137万安）を実現した。
2017年7月26日、一部改良。受注生産のエントリーモデル「A180 Style」には、パーキングパイロットやLEDパフォーマンスヘッドライト（アダプティブハイビームアシスト付）などで構成された「エントリーパッケージ」を設定、「A250 SPORT 4MATIC」にはパノラミックスライディングルーフを標準装備し、ドアミラーカバーやリアバンパー等をボディ同色からブラックへ変更、ナビゲーションシステムとレーダーセーフティパッケージをパッケージオプションに設定したことで、車両本体価格を39万円値下げ。「メルセデスAMG A45 4MATIC」にはAMGエグゾーストシステムをオプション設定にしたことで車両本体価格を9万円値下げした。また、従来の「A180」と「A180 sports」を廃止する替わりに、「A180」にAMGスタイリングパッケージと18インチアルミホイールを装備し、内装を一部変更した新グレード「A180 AMG Style」を追加した。また、全車にメタリックペイント（有償）で「175 エルバイトグリーン」「890 カバンサイトブルー」「895 キャニオンベージュ」「990 オリエントブラウン」を追加した。
| グレード                  | 販売期間                        | 排気量  | エンジン                                    | 最高出力・最大トルク | 変速機                            | 駆動方式         |
| ------------------------- | ------------------------------- | ------- | ------------------------------------------- | -------------------- | --------------------------------- | ---------------- |
| A180 スタイル（受注生産） | 2015年11月26日 - 2018年10月17日 | 1,595cc | 270型 直列4気筒 DOHC ターボ                 | 122PS/20.4kg・m      | 7速DCT（7G-DCT）                  | FF               |
| A180                      | 2013年1月17日 - 2017年7月25日   | 1,595cc | 270型 直列4気筒 DOHC ターボ                 | 122PS/20.4kg・m      | 7速DCT（7G-DCT）                  | FF               |
| A180 スポーツ             | 2013年1月17日 - 2017年7月25日   | 1,595cc | 270型 直列4気筒 DOHC ターボ                 | 122PS/20.4kg・m      | 7速DCT（7G-DCT）                  | FF               |
| A180 AMG スタイル         | 2017年7月26日 - 2018年10月17日  | 1,595cc | 270型 直列4気筒 DOHC ターボ                 | 122PS/20.4kg・m      | 7速DCT（7G-DCT）                  | FF               |
| A250 シュポルト           | 2013年1月17日 - 2014年4月21日   | 1,991cc | 270M20型 直列4気筒 DOHC ターボ              | 210PS/35.7kg・m      | 7速DCT（7G-DCT）                  | FF               |
| A250 シュポルト 4MATIC    | 2014年4月22日 - 2018年10月17日  | 1,991cc | 270M20型 直列4気筒 DOHC ターボ              | 218PS/35.7kg・m      | 7速DCT（7G-DCT）                  | 4WD（4マチック） |
| メルセデス-AMG A45 4MATIC | 2013年7月1日 - 2018年10月17日   | 1,991cc | 133型 直列4気筒 DOHC ツインスクロールターボ | 381PS/48.4kg・m      | AMGスピードシフト7速DCT（7G-DCT） | 4WD（4マチック） |

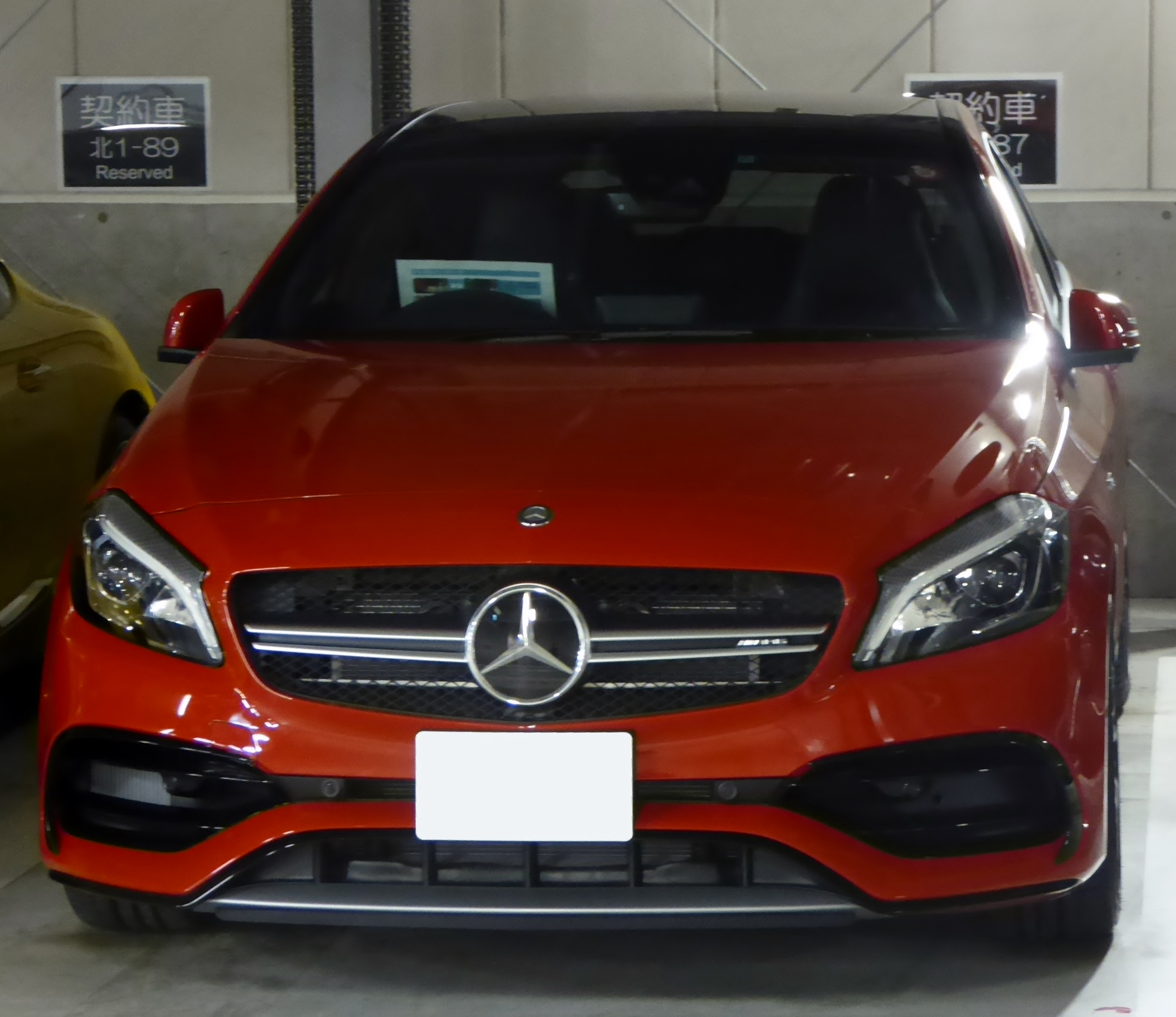
メルセデスAMG A45 4MATIC（日本仕様・後期型）
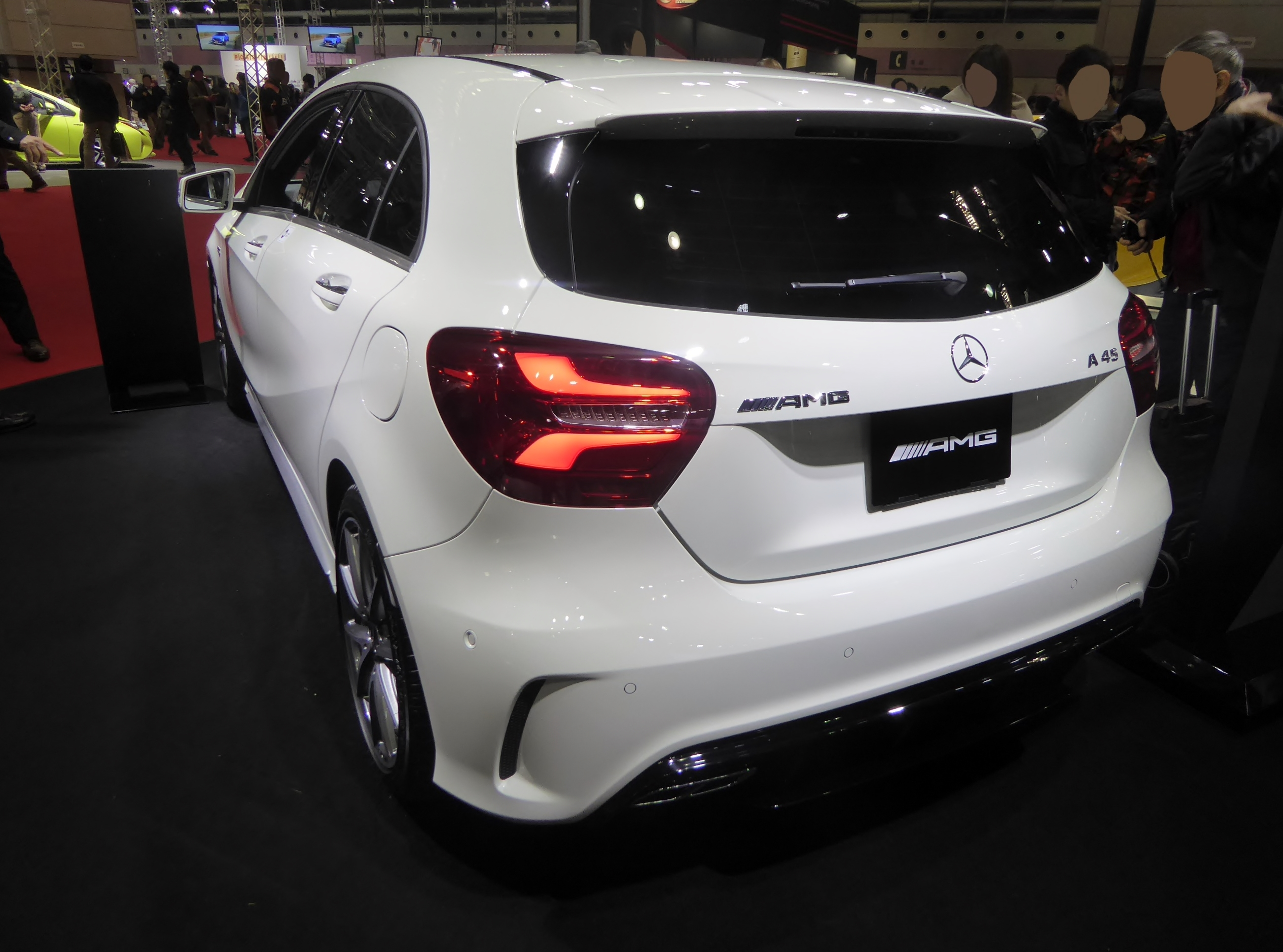
メルセデスAMG A45 4MATIC リア（日本仕様・後期型）
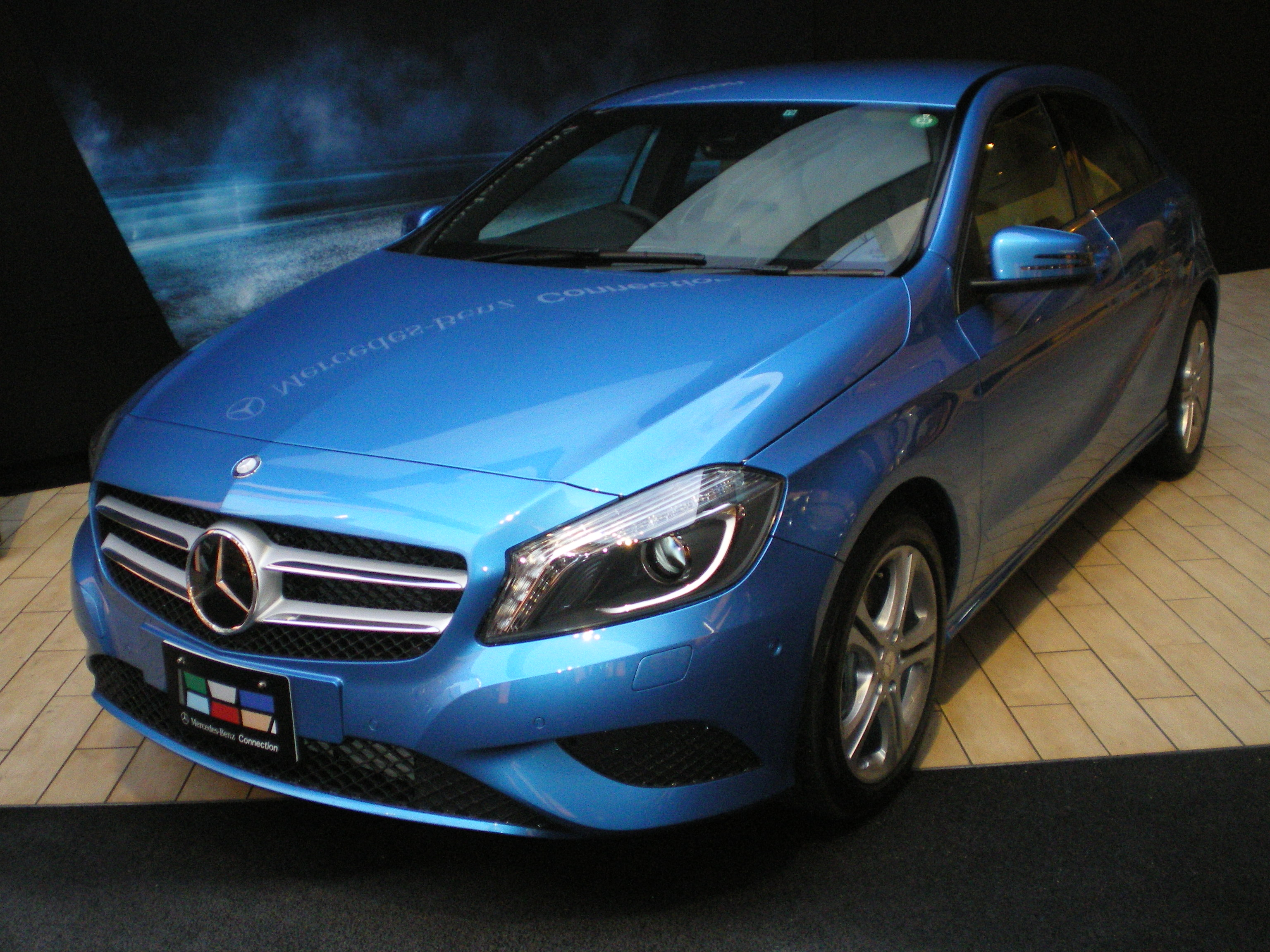
A180 ブルーエフィシェンシー（日本仕様・前期型）
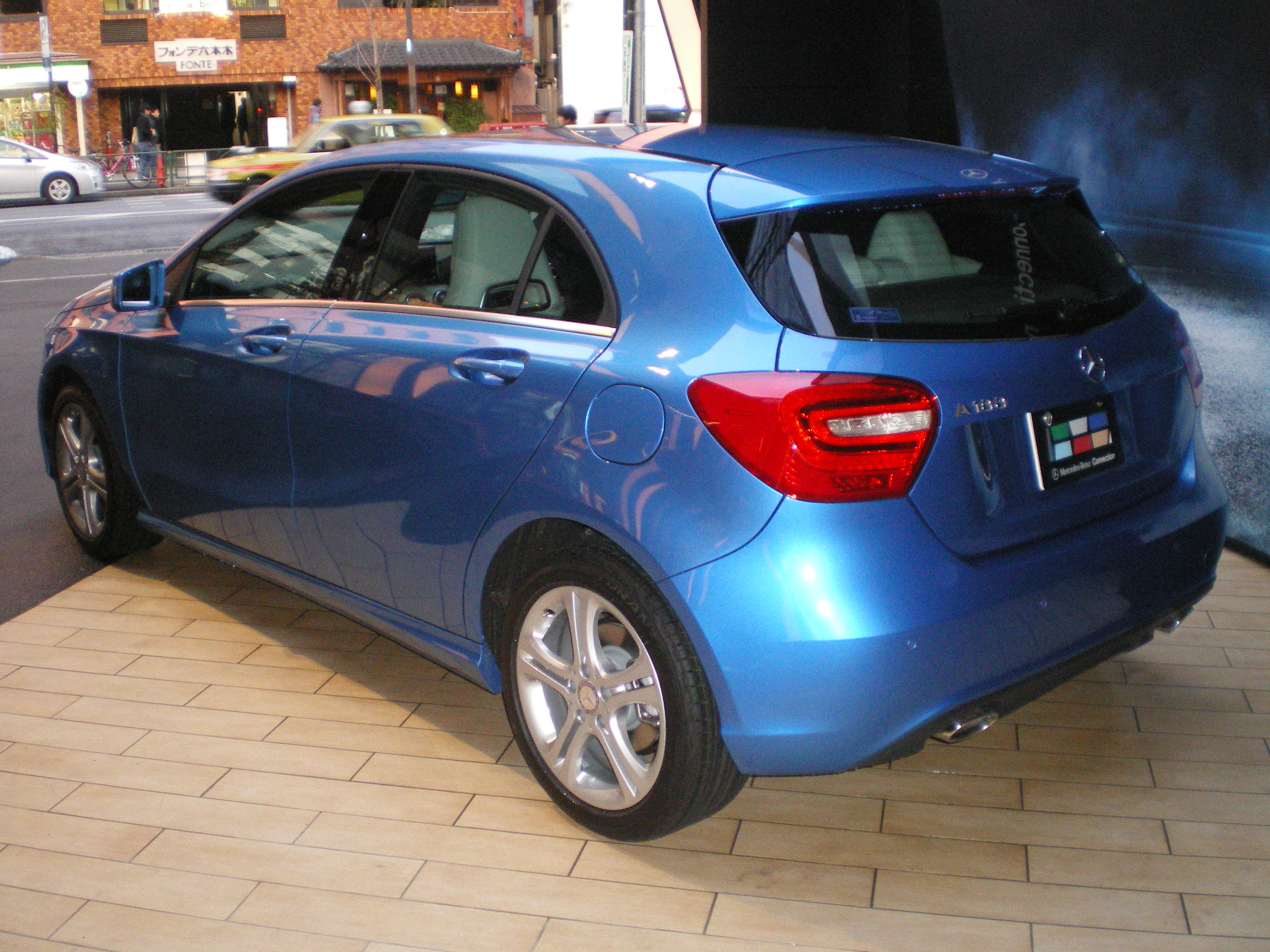
A180 ブルーエフィシェンシ― リア（日本仕様・前期型）
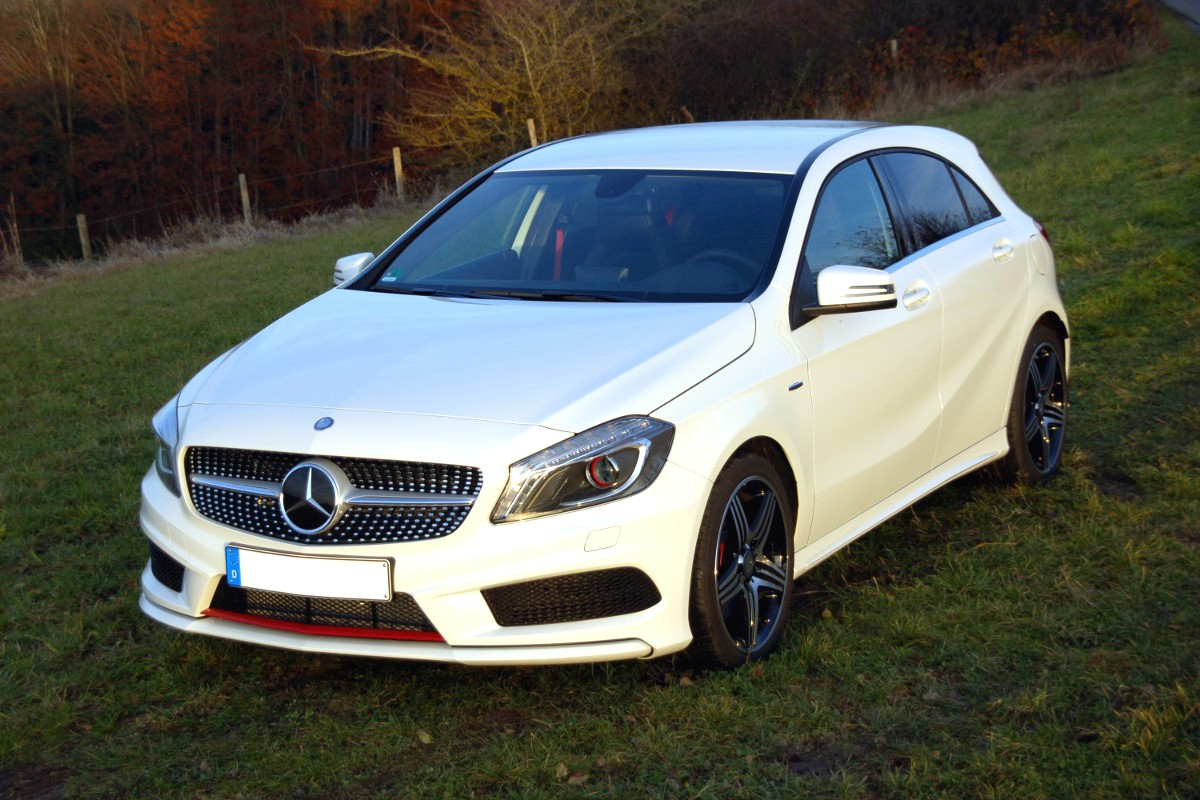
A250 シュポルト（欧州仕様）
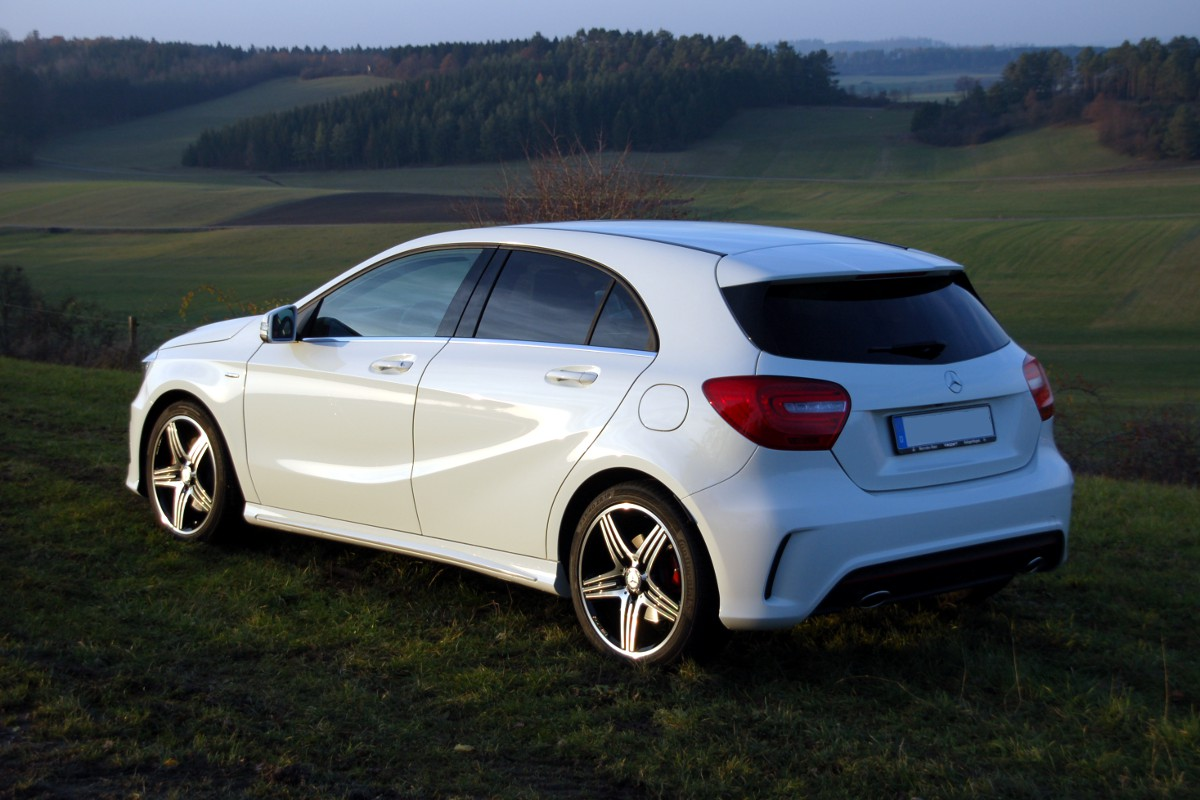
A250 シュポルト リア（欧州仕様・前期型）
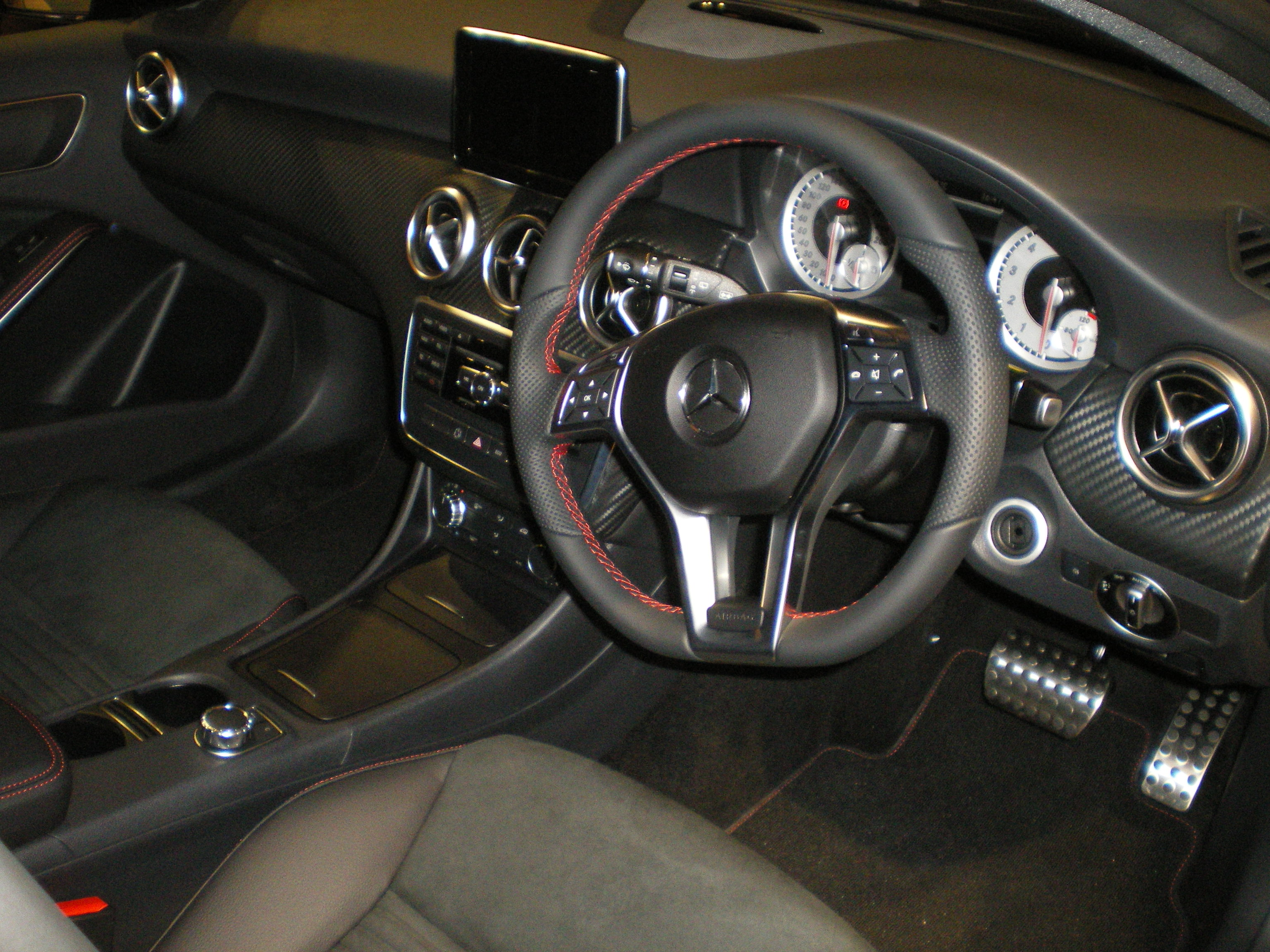
A180 ブルーエフィシェンシ― スポーツ　内装（日本仕様・前期型）
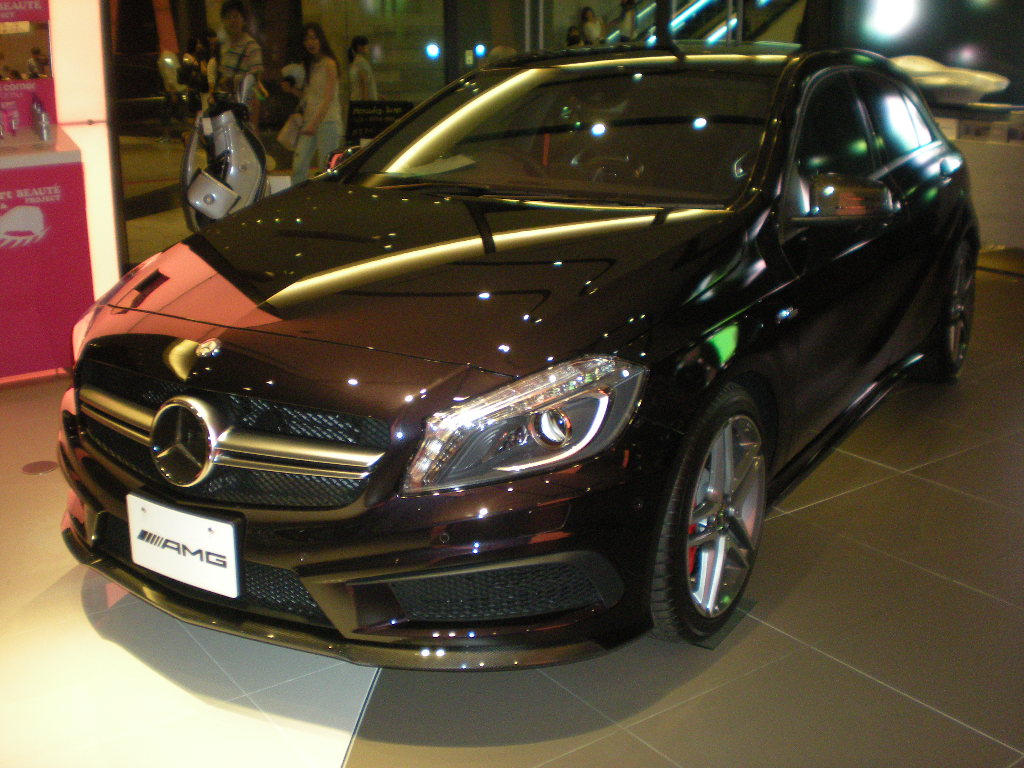
A45 AMG 4マチック　フロント（日本仕様・前期型）
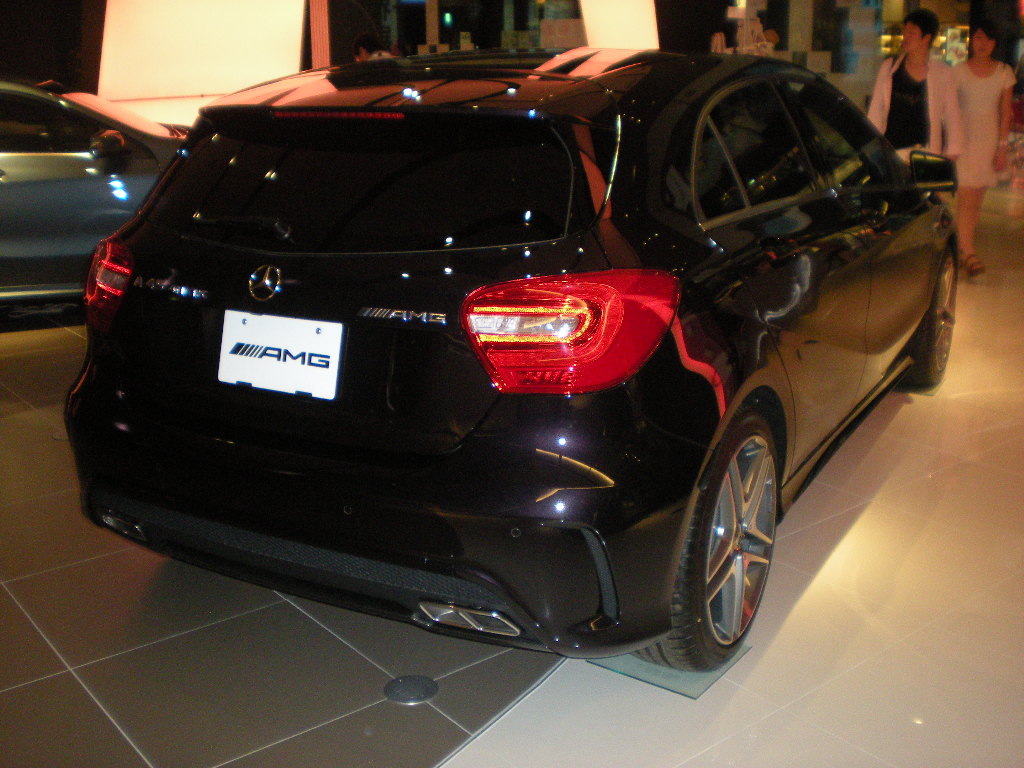
A45 AMG 4マチック　リヤ（日本仕様・前期型）
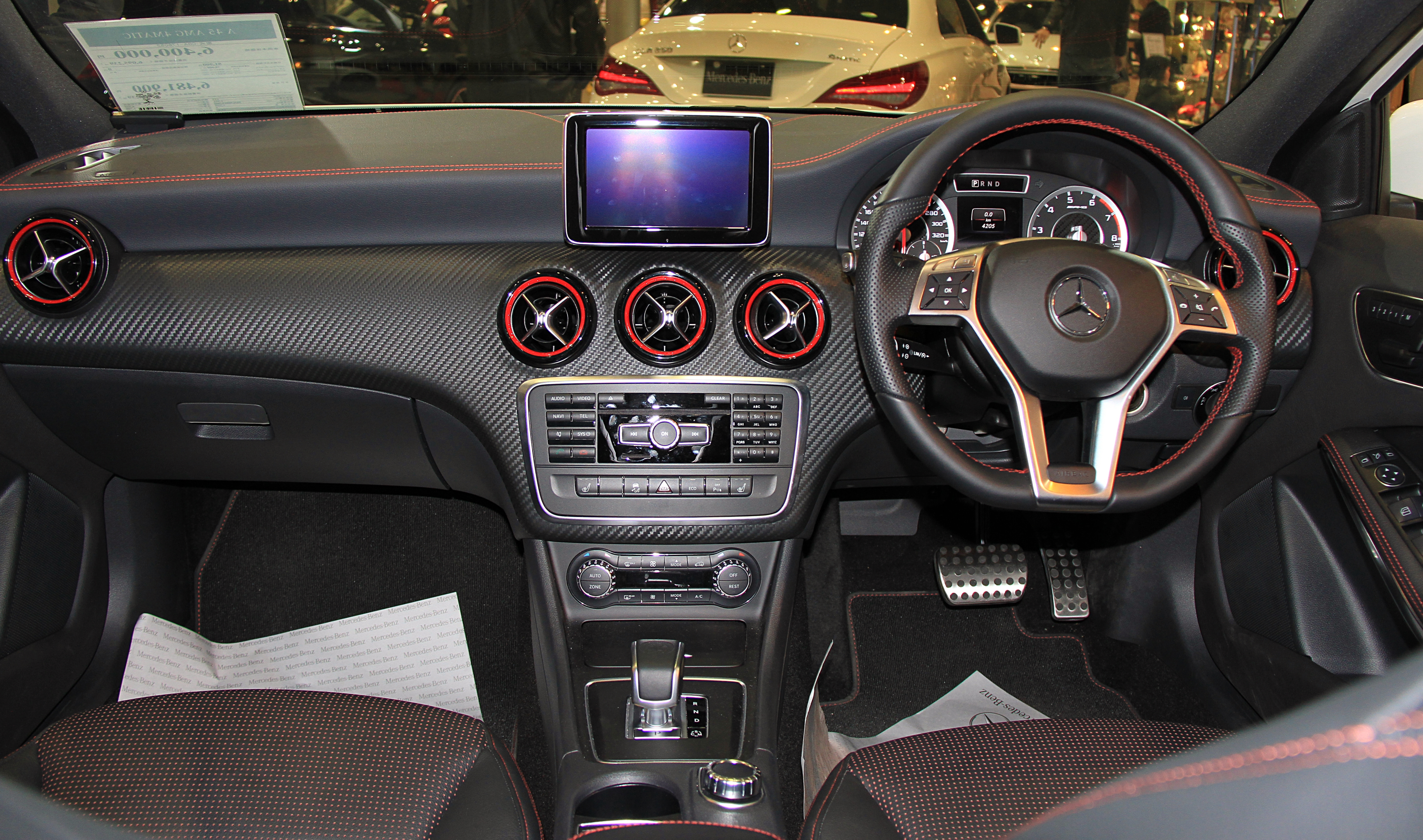
A45 AMG 4マチック　内装（日本仕様・前期型）

### アニメーション『NEXT A-Class』
「NEXT A-Class」キャンペーンの一環として製作された6分間のオリジナルアニメーション。2012年11月から予告編のテレビCM放映および特設サイト上で公開された。デジタル・コンテンツ・オブ・ジ・イヤー'12／第18回 AMD アワード 優秀賞受賞。
ストーリー
近未来の東京。ニコは映画館の帰り、ネットで噂になっていた幻のラーメン屋台のトラックを見つけ追いかけ始める。同じ頃、ガツとマキトはAクラスに乗って移動中、暴走していく幻のラーメン屋台を見つけた。ガツはトラックがトランスポーター54であったことから追跡しようとすると、同じ屋台を追いかけていたニコに出くわす。こうして3人は出会い、幻のラーメンを食べるために屋台を追いかけ始めたのだった。各区画は可動式ブロックの上に建設されており、ブロックは時間によって「ブロックシフト」が行われ相互に隣接する区画が変わる。ドリームアイランドと名づけられた一角は塀と門扉で閉ざされ立ち入り禁止になっており、倒壊したビルや首都高が放置されている。
登場人物・キャスト
ニコ / 甲斐クニコ 声 - 沢城みゆき
社会人3年目。じっとしているのが嫌いなトラブルメーカー。観た映画は外れ、自転車は駐禁を取られて移動させられており、今日は運がないとあきらめてたところに幻のラーメン屋台が出現。思わず追いかけることになる。
ガツ / 我那覇 穀 声 - 津田健次郎
脱力系カーオタ。マキトとともに何かの仕事の帰りにニコに出くわし、ともに屋台を追いかけることになる。何で生計を立てているかは不明。
マキト / 粕谷マキト 声 - 鈴村健一
デイトレイダーやフリープログラマーなどの顔を持つ男。ガツとともに騒動に巻き込まれる。ラーメン屋台のことは都市伝説で知っていた。
オヤジ（ラーメン屋台の男） 声 - 岸野幸正
猫とともに幻のラーメン屋台「流星麺」を乗り回すオヤジ。意地でも食わせるかとばかりに町中を暴走しているが、追いついたものにはラーメンを食べさせる。
登場車種
A-Class（ナンバー：●N 新品川353 せ 558-515、●N 新東京333 へ 558-515）
外見はベンツだが、シートごと運転を交代できるシートローテーションシステムやネットワークから道路情報を収集できるテレマティクスなどを装備している。
トランスポーター54（ナンバー：●N 新品川888 あ 645-787）
ラーメン屋台のトラック。実物は、かつてメルセデス・ベンツが製作したレーシングカー輸送用のトランポで、メルセデス・ベンツ・300SLの直列6気筒エンジンを搭載していた。本作品では荷台部分を屋台に改造し、エンジンはM159型に換装されている。
スタッフ
- 企画・原案・監修 - 佐藤夏生、伊藤聡
- 監督・演出 - 西久保瑞穂
- 脚本 - 谷村大四郎
- キャラクターデザイン - 貞本義行
- 作画監督 - 黄瀬和哉
- 美術監督 - 平田秀一
- 色彩設計 - 遊佐久美子
- 撮影監督 - 江面久
- 3DCG - ILCA
- 編集 - 植松淳一
- 音楽 - 川井憲次
- 音響監督 - 三間雅文
- 音響効果 - 倉橋静男
- プロデューサー - 宮崎恭輔、三本隆二
- 製作 - NEXT A-Class製作委員会（AOI Pro.、Production I.G、博報堂、メルセデス・ベンツ日本）

2012年11月16日〜18日に行われた自動車レース「富士スプリントカップ 2012」で登場キャラクターをラッピングしたモデルカー“SLS AMG GT3”を展示。12月19日〜31日にメルセデスブランドにおける東京の情報発信拠点“メルセデス・ベンツ コネクション”で「NEXT A-Class 展 with Production I.G」が実施された。

## 4代目 W177/V177型（2018年 - ）
2018年2月、オランダのアムステルダムで世界初公開された後、同年4月に欧州で発売。
先代モデルと同様に、ボディサイズはCセグメント級であり、全長を約120mm、ホイールベースを約30mm延長し、先代モデルよりも室内空間を広げた。タイヤやホイールまわりにも空力対策が施され、Cd値は0.23と先代モデルよりも向上させた。車両重量は約70 kg軽量化された。ラゲッジルームは、従来型より29L大きい370Lへと拡大した。A〜Cピラーがスリム化され、視認性も改善した。
フォルム自体はキープコンセプトでありながら、フロント部分のデザインは、先代モデルと大きく変わった。台形型の大型グリルに尖ったヘッドライトと、特徴的なデザインになり、オグロメジロザメをモチーフにしたというCLS（C257）に非常に近しいものとなっている。
インテリアでは、インストゥルメントクラスター上方のカウルを廃止し、メーターパネル（7インチまたは10.25インチ）とメディアディスプレイ（10.25インチ）をつなぎ合わせた、高精細ワイドスクリーンコックピットを全グレードに装備した。なお、メディアディスプレイには、メルセデスでは初となるタッチパネル式が採用された。
周囲の交通状況に応じて、自動加減速とステアリングアシストを行う『アクティブディスタンスアシスト・ディストロニック＆アクティブステアリングアシスト』やドライバーがウインカーを点滅させると、行き先の車線に車両がいないことを確認して自動で車線を変更する『アクティブレーンチェンジングアシスト』、ドアを開ける際、後方から自転車やバイク、人が近づくと警告灯や警告音で危険を知らせる『アクティブブラインドスポットアシスト（降車時警告機能付）』など、Sクラスと同等の安全装置を備え、最高峰の安全性能を実現する「レーダーセーフティパッケージ」を全車に設定した。
新世代インフォテインメントシステム「MBUX（メルセデス・ベンツ・ユーザー・エクスペリエンス）」を搭載し、AIを用いた音声認識を可能にした。「Hey,Mercedes!（ヘイ、メルセデス）」（日本仕様は「Hi,Mercedes!（ハイ、メルセデス）」）で起動する優れた音声認識システムを備えており、自然な対話で、カーナビの目的地設定やエアコンの温度調節など、車両の機能をコントロールできる。
エンジンはガソリン仕様が282型 1.4L 直列4気筒直噴ターボエンジンを搭載した「A180」、「A200」、260型 2.0Lの「A250」、AMGがチューニングした 260型 2.0L 直列4気筒直噴ツインスクロールターボエンジンを搭載した「Mercedes-AMG A35」、そしてMercedes-AMG製の高性能M139が「Mercedes-AMG A 45 4MATIC+」、「Mercedes-AMG A 45 S 4MATIC＋」に搭載される。
282型 1.4L 直列4気筒直噴ターボエンジンは先代のＭ270型 1.6L 直列4気筒直噴ターボエンジンよりも排気量が小さくなっているものの、出力は向上している。だが、出力特性としては取り回し重視のやや低回転型へシフトしたため、最高速度は落ちている。
ディーゼル仕様にはOM608型 1.5L 直列4気筒直噴ターボディーゼルエンジンを搭載した「A180d」、OM654型 2.0Lの「A200d」、「A220d」の2種類がある。
パワートレインによって、6速MTや7速DCT（7G-DCT）が用意されており、Mercedes-AMG A35 には7速DCTの「AMGスピードシフトDCT7G」が組み合わされている。
後述の日本仕様の「A200d」や「Mercedes-AMG A 45 4MATIC+」、「Mercedes-AMG A 45 S 4MATIC+」にはさらに一段多段化した8速DCT（8G-DCT）が採用されている。
リアサスペンションは「A180 Edition 1」、「4MATIC」モデルは、マルチリンク式だが、他のFFモデルはトーションビーム式である。
歴代初となるセダンも登場し、中国市場向けにロングボディも用意される。
MFA Ⅱプラットフォームを共有する派生車種（W247・C/X118・H247・X247）は当モデルをベースとしている。

### 日本での販売
2018年10月18日、フルモデルチェンジ（同年12月以降に納車が開始された）。キャッチコピーは、「新しい時代に、新しい相棒」。
エンジンは、3代目からダウンサイジングされた1.4L 直列4気筒DOHC16バルブ直噴ターボエンジンのM282型が搭載された「A180」と「A180 Style」の2種類が用意されており、同時に、発売を記念した特別仕様車「A180 Edition 1」も発表された。「LEDヘッドライト」や「ワイヤレスチャージング」、「Mercedes me connect」 が全車に標準装備される。
また、「A180 Style」には「A180」の装備に加えて、「キーレスゴー」「パークトロニック」「アクティブパーキングアシスト」「プライバシーガラス」「メモリー付きパワーシート」「シートヒーター」「10.25インチコックピットディスプレイ」が装備され、「A180」では選択できない「AMGライン」「アドバンスドパッケージ」「AMG レザーエクスクルーシブパッケージ」「パノラミックスライディングルーフ（挟み込み防止機能付）」がオプションで設定される。
「A180 Edition 1」には、通常モデルはトーションビーム式となるリアサスペンションがマルチリンク式となり、「AMGスタイリングパッケージ」とブラックペイント19インチAMGマルチスポークホイールにイエローグリーンのアクセントが施されたほか、「ナイトパッケージ」を標準装備し、Editionエンブレムを装着。内装は外観同様、随所にイエローグリーンのステッチやアクセントが配され、ナッパレザー/DINAMICA本革巻スポーツステアリングを装備。機能面では「レーダーセーフティパッケージ」や「マルチビームLEDヘッドライト」などが特別装備され、「Mercedes me connect」にはナビゲーションサービスやUSBオンデマンド地図更新が追加される。ボディカラーは「ポーラーホワイト」、「マウンテングレー」、特別設定色の「designoマウンテングレーマグノ」の3色で、500台の限定販売となる。
なお、日本仕様の「A180」・「A180 Style」はWLTCモードによる排出ガス並びに燃料消費率に対応（以降に発売されるモデルを含む）しており、「平成30年排出ガス基準50%低減レベル（☆☆☆☆）」認定を取得している。
2019年3月25日、日本仕様のAクラスでは初設定となるクリーンディーゼル車「A200 d」の追加が発表された（同年6月より納車開始）。既存の2.0L直列4気筒ディーゼルエンジンOM654型をベースに横置きに対応し、アンモニアスリップ触媒（ACR）を備えたSCR触媒が追加されたOM654q型が搭載されており、既採用のデュアルクラッチトランスミッションは「A180」の7速から8速（8G-DCT）に多段化されている。
同年7月22日、Aクラスセダンが発表された（同年9月から年末にかけて順次納車開始）。前輪駆動シャシーをベースにした初のプレミアムコンパクトセダンで、内装はハッチバックモデルのAクラスの基本的なデザインが踏襲されるものの、ダッシュボードは上方のカウルをなくす代わりにワイドスクリーンディスプレイを上部に配置。また、前後オーバーハングを切り詰め、ホイールベースを長く取ることで室内長が確保されているほか、リアシートを4:2:4の分割可倒式とすることでシートアレンジが可能となっている。ラインナップはAクラスと同じM282型を搭載した「A180セダン」と「A180スタイル セダン」、セダン専用設定となる2.0L直列4気筒ターボエンジンM260型に可変トルク配分型四輪駆動システム「4MATIC」を組み合わせた「A250 4MATIC セダン」が設定される。なお、3モデル共に「平成30年排出ガス基準50%低減レベル（☆☆☆☆）」認定を取得している。
また、発売記念の特別仕様車として「A250 4MATIC セダン Edition 1」も同時に発表された。ボディカラーに「ポーラーホワイト」が採用されるとともに、ブラックダイヤモンドグリルや19インチAMGマルチスポークアルミホイールにコッパーアクセントが配され、フロントフェンダーには「Edition」を示す専用バッチが装着された。内装はシート・ダッシュボード上部・ドアトリム・フロントアームレスト・フロアマットなどにコッパーステッチがあしらわれ、トリムには「Edition」ロゴ入りアルミニウムインテリアトリムが採用され、64色から選択可能なアンビエントライトが装備された。更に、「レーダーセーフティパッケージ」・「ナビゲーションパッケージ」・「アドバンスドパッケージ」もすべて標準装備されている。250台の限定販売となる。
同年8月27日、Aクラスにホットハッチモデル「Mercedes-AMG A35 4MATIC」が追加発表された（10月以降納車開始）。本モデルは前輪駆動アーキテクチャーモデルに高出力エンジンと四輪駆動システム、シャシーの補強やサスペンションセッティングも施しつつ、既存の「Mercedes-AMG 45」シリーズよりも価格を低く設定した「Mercedes-AMG 35」シリーズの最初のモデルとなる。ねじり剛性強化のため、エンジン下部にアルミニウムのプレートが設けられ、アンダーボディ前部に2本のブレースを追加。サスペンションはフロントにマクファーソン式を、リアはサブフレームに介してボディにリジットマウントされたマルチリンクを採用。エンジンは前述したセダンモデルの「A250 4MATIC セダン」と同じM260型が搭載されるが、最高出力306PS・最大トルク40.8kg・mを発揮する高出力・高トルク仕様となる。本モデルは「平成30年排出ガス基準25%低減レベル（☆☆☆）」認定を取得している。
同日、発売記念特別仕様車「Mercedes-AMG A35 4MATIC Edition1」も発表された。外観はボディカラーにデニムブルーが採用され、サイドにマットテックゴールドの専用デカールを装着。19インチAMGマルチスポークアルミホイールも一部にマットテックゴールドのペイントが施される。また、フロントグリルのルーバーの一部、サイドスカートインサート、サイドミラーハウジング（一部にマットテックゴールドのアクセントが入る）、リアディフューザー、エグゾーストエンドなどのエクステリアパーツがハイグロスブラック仕上げとなり、大型フロントスプリッターやフロントバンパーサイドにフリックが追加され、ハイグロスブラック仕上げの大型リアウイングが装備された。内装はマグマグレー/ブラックのツートーンレザーDINAMICAのAMGパフォーマンスシートが採用され、インテリアトリムはAMGロゴ入りのアルミニウムシルバー/ブラックの専用仕様となり、ステアリングホイールはナッパレザーの「Edition」ロゴ入りAMGパフォーマンスステアリングが採用された。装備面では「ナビゲーションパッケージ」・「AMGアドバンスドパッケージ」及びベースモデルではオプションとなるAMG RIDE CONTROLサスペンション、前席のマルチコントロールシートバックやリラクゼーション機能が装備された。
同年10月24日、Mercedes-AMGモデルが拡充され、Aクラスにホットハッチモデルの「Mercedes-AMG A45 S 4MATIC+」を、Aクラスセダンに「Mercedes-AMG A35 4MATIC セダン」がそれぞれ追加された（発表当日より注文受付開始、納車時期は前者が同年11月以降、後者が同年12月以降となる）。前者はエンジンに最高出力421PSを発揮し、最大トルクは51.0kg・mを5,000rpmから5,250rpmの範囲で発生し、レブリミットを高めの7,200rpmに設定するなどピュアスポーツカー並みの性能とした2.0L直列4気筒ターボエンジンM139型が搭載される。外観は下側の幅が広く、縦にルーバーが入れられたAMG専用ラジエターグリルをコンパクトモデルに初採用されたほか、通常のAクラスよりも54mm広くしたフロントフェンダーが装備された。後者は同年8月に発売された「Mercedes-AMG A35 4MATIC」のセダンモデルとなる。なお、いずれのモデルも「Mercedes-AMG A35 4MATIC」同様に「平成30年排出ガス基準25%低減レベル（☆☆☆）」認定を取得している。また、前者には発売記念特別仕様車の「Mercedes-AMG A45 S 4MATIC+ Edition1」も設定された。ボディカラーは「サンイエロー」と「designoマウンテングレーマグノ」の2色を設定し、サイドにはボディカラーに連動した専用デカールが装着され、19インチAMGマルチスポークアルミホイールはマッドブラックにペイントされ、エクステリアパーツの一部をハイグロスブラックで仕上げ、大型フロントスプリッターやフロントバンパーサイドにフリックを追加した。内装はイエローのアクセントステッチが施されたチタニウムグレー/ブラックツートーンレザーのAMGパフォーマンスシートやイエローのステアリングセンターマーク・「EDITION」ロゴ入りのAMGパフォーマンスステアリング（ナッパレザー）が採用され、イエローパイピングとAMGロゴが施された専用フロアマット、AMGロゴ入りのダークアルミニウムの専用トリムが装備された。なお、「Mercedes-AMG A45 S 4MATIC」に設定される「AMG パフォーマンスパッケージ」はAクラスシリーズの中で唯一シートベンチレーターを設定できる。
同年11月、Apple CarPlay、Android Autoは、当初、日本仕様では使用できなかったが、Mercedes me Storeで権利を購入する事で使用出来るようになった。
2020年2月27日、Aクラスに設定済みのクリーンディーゼルモデルがAクラスセダンにも「A200 d セダン」として追加設定されたことが発表された（発表当日より予約注文受付を開始、納車は4月頃を予定）。
同年9月17日、一部改良（同日より予約受注開始、10月以降順次納車）。「A180」・「A180 Style」・「A200 d」（セダンモデルを含む）及び「A250 4MATIC セダン」において、従来オプション設定だった「レーダーセーフティパッケージ」を標準装備化したほか、ホイールデザインが刷新された。
2021年5月26日、プラグインハイブリッドモデル「A250 e」「A250 e セダン」の追加を発表（同日より予約注文を開始、6月上旬以降納車、A250 eは受注生産となる）。A180と同じM282型を高出力・高トルク仕様で搭載するとともに、プラグインハブリッドシステムが搭載され、フロア下部には15.6kWhのリチウムイオンバッテリーが搭載される。また、走行状況や走行距離に応じて駆動方式が選択されるデフォルトモードのC（コンフォート）、電気モーター走行優先のECO（エコ）、走行性能重視のS（スポーツ）、走行とステアリングの特性を個別に設定可能なI（インディビジュアル）、セーリングモードが作動して電気モーター単独での走行を可能にするEL（エレクトロニック）、充電量を一定にするためハイブリッドシステムによる駆動方式を選択するBL（バッテリーレベル）の6つのドライブモードを備え、ELモード選択時にはステアリングホイール裏にあるパドルの操作により、バッテリーへのエネルギー回収量を5段階に調節可能で、インテリジェントアクセルペダルには一定の踏込を超えたときにアクセルペダルの抵抗を増やし、モーター走行の限界点（これ以上踏み込むとエンジンも使用しなければならない）をドライバーに知らせるプレッシャポイント機能も備わる。また、希望者には交流普通充電器本体が無償提供され、10万円の設置費用サポートを受けることも可能である。
同年9月3日、一部仕様変更を発表（10月配車分から順次適応）。アンビエントライトをAMGモデルを除く全てのモデルに、ナビゲーション機能を「A200 d」・「A250 e」・「Mercedes-AMG A35 4MATIC」（いずれのモデルもセダンを含む）及び「A250 4MATIC セダン」に、AMGドライビングコントロールスイッチを「Mercedes-AMG A35 4MATIC」（セダンを含む）に、「Burmesterサラウンドサウンドシステム」を「Mercedes-AMG A45 S 4MATIC+」にそれぞれ標準装備化。「MBUXインテリア・アシスタント」をパッケージオプションに追加設定された一方、テレビ機能（12セグ/ワンセグ自動切替）はオプションから切り離してオンラインストアの「Mercedes me Store」での販売に移行され、12V電源ソケット（ラゲッジルーム）やワイヤレスチャージングなどの一部装備の標準設定が停止された。
2022年10月31日、AMG創業55周年特別仕様車「Mercedes-AMG A45 S 4MATIC+ Editiion 55」を発売（すでに予約注文の受付が行われているため、発表日時点で注文受付が終了している場合がある）。「Mercedes-AMG A45 S 4MATIC+」をベースに、外観は「AMGエアロダイナミックパッケージ」、「AMGナイトパッケージ」、「AMGエクステリアナイトパッケージII」の特別装備により、多くの外観パーツにハイグロスブラックやブラッククロームペイントが施され、専用マットチタニウムグレー19インチAMGクロススポークアルミホイールや専用デカールなどを特別装備。内装は「Edition 55」バッジをあしらったレザーDINAMICA仕様のAMGパフォーマンスステアリングが採用され、AMG Edition 55ダークアルミニウムインテリアトリム（ブラック/レッド）、専用フロアマット、AMGインドアカーカバーが特別装備された。ボディカラーはコスモスブラックとデジタルホワイトの2色を設定し、前者30台、後者25台の計55台の限定販売となる。
2023年2月27日、Aクラス・Aクラスセダン共にマイナーチェンジ。外観がよりスポーティとなり、フロントはボンネットにパワードームが備わり、フロントエンドはより前傾され、フロントランプを水平基調に変更。AMGラインではシングルルーバータイプの「スターパターンフロントグリル」が採用され、フロントバンパーは下部に広がる台形とその両サイドに大口径のエアインテークが採用された。リアはディフューザーのデザインが変更され、LEDリアコンビネーションランプをフロントヘッドランプ同様に水平基調とした。アルミホイールはブラックペイントがあしなわれた5ツインスポークが採用され、ボディカラーには新色のローズゴールドが追加された。内装はステアリングホイールが最新世代へアップデートされ、ディスタンスアシスト・ディストロニックはリムに静電容量式センサーを備えたパッドを採用したことでステアリングホイールにかかるトルクがなくてもドライバーがステアリングホイールを握っていることが認識されるようになり、使い勝手を向上。センターコンソールに設定されていたタッチパッドが無くなり、メーカーオプションの「AMGレザーエクスクルーシブパッケージ」選択時には従来設定されいなかった本革ブラックの選択が可能となった。「A200 d」と「A200 d セダン」にはMBUX ARナビゲーション、アダプティブハイビームアシスト、アドバンストサウンドシステムが標準装備され、MBUX ARナビゲーションとアドバンストサウンドシステムは「A180」と「A180 セダン」にもメーカーオプションで設定された。
同年4月26日、スポーツモデル「Mercedes-AMG A35 4MATIC」、「Mercedes-AMG A45 S 4MATIC+」、「Mercedes-AMG A35 4MATIC セダン」をマイナーチェンジ。「Mercedes-AMG A35 4MATIC」と「Mercedes-AMG A35 4MATIC セダン」はスターターとジェネレーターの機能を兼ねた「BSG」と呼ばれるモーターと48V電気システムが搭載されるとともに、ウォーターポンプを電動化。先行でマイナーチェンジされた「A180」、「A200 d」同様に前後の外観デザイン、アルミホイール、内装デザインが変更され、「Mercedes-AMG A35 4MATIC」はフロントグリルが縦ルーバー仕様の専用グリルに変更。アルミホイールは「Mercedes-AMG A35 4MATIC」と「Mercedes-AMG A35 4MATIC セダン」は18インチAMG 10スポークを、「Mercedes-AMG A45 S 4MATIC+」は19インチAMG 5ツインスポークが採用された。「Mercedes-AMG A35 4MATIC」はオプションの「アドバンスドパッケージ」の選択により本革ブラックの選択が可能となった。
同年11月8日、特別仕様車「Mercedes-AMG A45 S 4MATIC+ Street Style Edition」が発売された。外観はボディカラーに通常設定が無いマウンテングレーマグノが設定され、専用デカールを装着したほか、AMGエアロダイナミクスパッケージ・AMGナイトパッケージ・AMGエクステリアナイトパッケージIIが特別装備され、全面ブラック仕様の19インチAMGアルミホイール（鍛造）も装備。内装はシートにオレンジステッチが施されたレザーARTICO/MICROCUTブラック、インテリアトリムにはオレンジアクセントのAMGダークアルミニウムがそれぞれ採用され、ステアリングにはAMGパフォーマンスステアリング（ナッパレザー/MICROCUT）が採用された。100台の限定販売となる。
2024年11月18日、特別仕様車「Mercedes-AMG A45 S 4MATIC+ Final Edition」が発売された。その名の通り、「A45 S 4MATIC+」で、最後の限定車となる。外装色は、初採用のAMGグリーンヘルマグノ（マット）に加え、日本限定色となるMANUFAKTURマウンテングレーマグノ（マット）およびポーラーホワイト（ソリッド）を用意した。ボンネットにはAMGのエンブレムが、ドアパネルには”45 S”のデカールが施される。また、Final Edition専用の19インチAMGアルミホイール（鍛造）を含むエクステリア全体に、イエロー＆ブラックのアクセントが加わる。さらに、固定式リアウィングをはじめとするエアロパーツによって、高速走行時の走行性能を高めた。インテリアには、Final Edition専用のAMGアルミニウムインテリアトリムやイエローイ ルミネーテッドステップカバーなど、様々な限定装備を採用した。また、マルチコントロールシートバックを備えたAMGパフォーマンスシート（運転席・助手席）のヘッドレストには、イエローアクセントで”45 S”と刻印される。AMGグリーンヘルマグノ（マット）が50台、MANUFAKTURマウンテングレーマグノ（マット）が150台、ポーラーホワイト（ソリッド）が100台の、計300台限定となる。
2025年5月29日、Aクラスセダンに「A180 セダン Final Edition」および「A200 d セダン Final Edition」を追加発表。グレード名が示す通り、すでに終売が決定しているAクラスセダンの集大成を飾る最終モデルである。スターパターングリルや18インチAMGアルミホイール、スポーツシートや本革巻スポーツステアリング（ナッパレザー）などが含まれる「AMGライン」を標準装備するほか、 従来モデルでは設定のなかった「ナイトパッケージ」および「グレーシートベルト」を特別装備している。これにより、フロントグリル中央のスリーポインテッドスターマーク周縁やテールパイプトリム、サイドミラーカバーやウィンドウフレームなどがハイグロスブラック仕上げとなる。ボディカラーは、コンパクトクラス初採用の「MANUFAKTUR アルペングレー（ソリッド）」を含む、全6色が用意される。
同年6月26日、Aクラスに「A180 Urban Stars」および「A200 d Urban Stars」を追加発表。従来モデルで有償オプションとなっていた「AMGラインパッケージ」と「AMGレザーエクスクルーシブパッケージ」を標準装備しながら、価格上昇を抑えたモデルである。
| グレード                                           | 販売期間                | 排気量  | エンジン                                   | 最大出力・最大トルク | 変速機           | 駆動方式 |
| -------------------------------------------------- | ----------------------- | ------- | ------------------------------------------ | -------------------- | ---------------- | -------- |
| A180                                               | 2018年10月 - 2023年11月 | 1,331cc | M282型 直列4気筒 DOHC ターボチャージャー   | 136PS/20.4kg・m      | 7速DCT（7G-DCT） | FF       |
| A180 セダン                                        | 2019年7月 - 2023年11月  | 1,331cc | M282型 直列4気筒 DOHC ターボチャージャー   | 136PS/20.4kg・m      | 7速DCT（7G-DCT） | FF       |
| A180 スタイル                                      | 2018年10月 - 2021年9月  | 1,331cc | M282型 直列4気筒 DOHC ターボチャージャー   | 136PS/20.4kg・m      | 7速DCT（7G-DCT） | FF       |
| A180 セダン スタイル                               | 2019年7月 - 2021年9月   | 1,331cc | M282型 直列4気筒 DOHC ターボチャージャー   | 136PS/20.4kg・m      | 7速DCT（7G-DCT） | FF       |
| A180（BSG搭載モデル） A180 セダン（BSG搭載モデル） | 2023年11月 -            | 1,331cc | M282型 直列4気筒 DOHC ターボチャージャー   | 136PS/23.5kg・m      | 7速DCT（7G-DCT） | FF       |
| A200 d                                             | 2019年3月 -             | 1,950cc | OM654q型 直列4気筒 DOHC ターボチャージャー | 150PS/32.6kg・m      | 8速DCT（8G-DCT） | FF       |
| A200 d セダン                                      | 2020年2月 -             | 1,950cc | OM654q型 直列4気筒 DOHC ターボチャージャー | 150PS/32.6kg・m      | 8速DCT（8G-DCT） | FF       |
| A250 e A250 e セダン                               | 2021年5月 - 2023年2月   | 1,331cc | M282型 直列4気筒 DOHC ターボチャージャー   | 160PS/25.5kg・m      | 8速DCT（8G-DCT） | FF       |
| A250 4MATIC セダン                                 | 2019年7月 - 2022年9月   | 1,991cc | M260型 直列4気筒 DOHC ターボチャージャー   | 224PS/35.7kg・m      | 7速DCT（7G-DCT） | 4WD      |
| Mercedes-AMG A35 4MATIC                            | 2019年8月 -             | 1,991cc | M260型 直列4気筒 DOHC ターボチャージャー   | 306PS/40.8kg・m      | 7速DCT（7G-DCT） | 4WD      |
| Mercedes-AMG A35 4MATIC セダン                     | 2019年10月 -            | 1,991cc | M260型 直列4気筒 DOHC ターボチャージャー   | 306PS/40.8kg・m      | 7速DCT（7G-DCT） | 4WD      |
| Mercedes-AMG A45 S 4MATIC+                         | 2019年10月 -            | 1,991cc | M139型 直列4気筒 DOHC ターボチャージャー   | 421PS/51.0kg・m      | 8速DCT（8G-DCT） | 4WD      |